# Péronne (Somme)
Péronne és un municipi francès, situat al departament del Somme i a la regió dels Alts de França.

## Referències

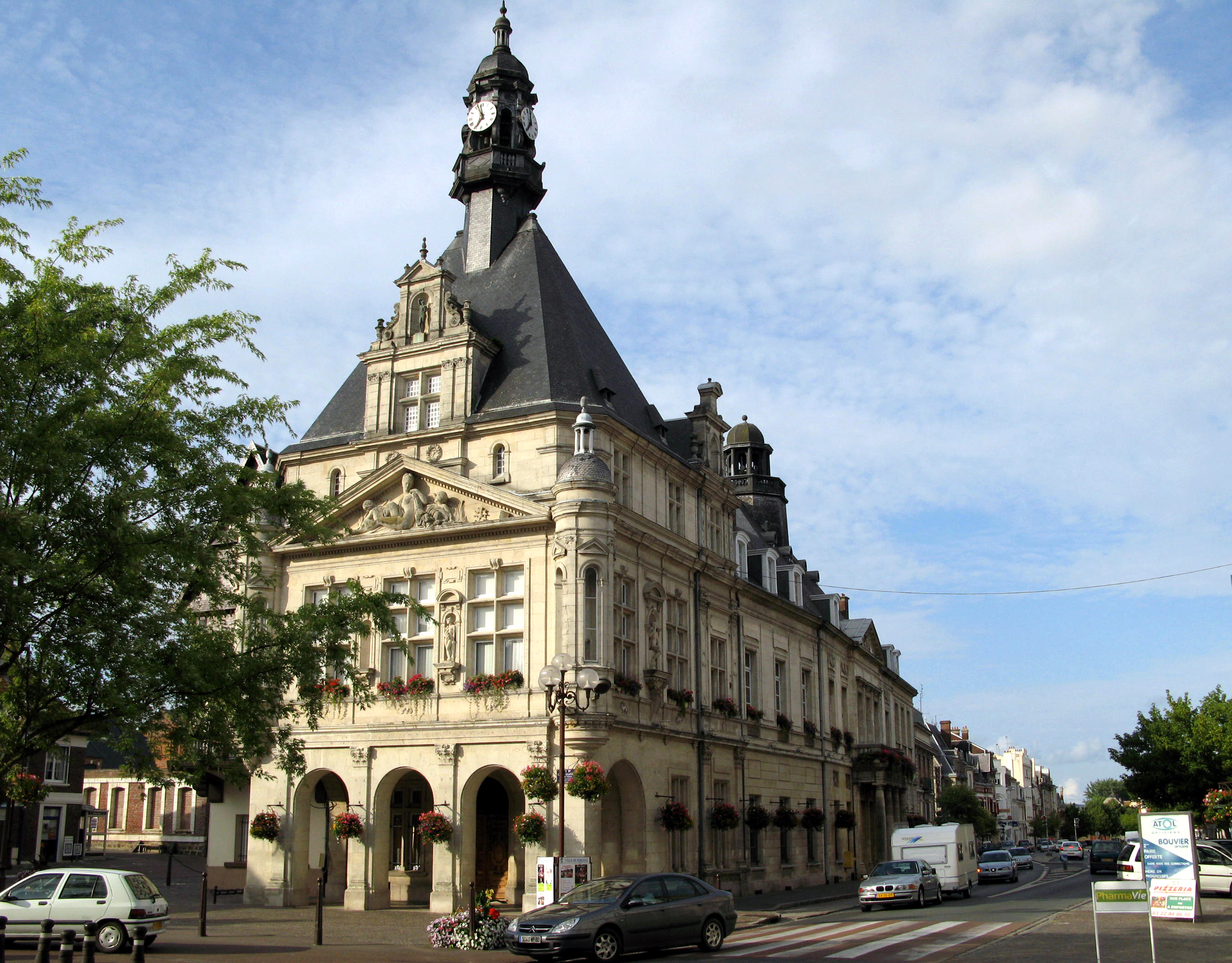
ajuntament

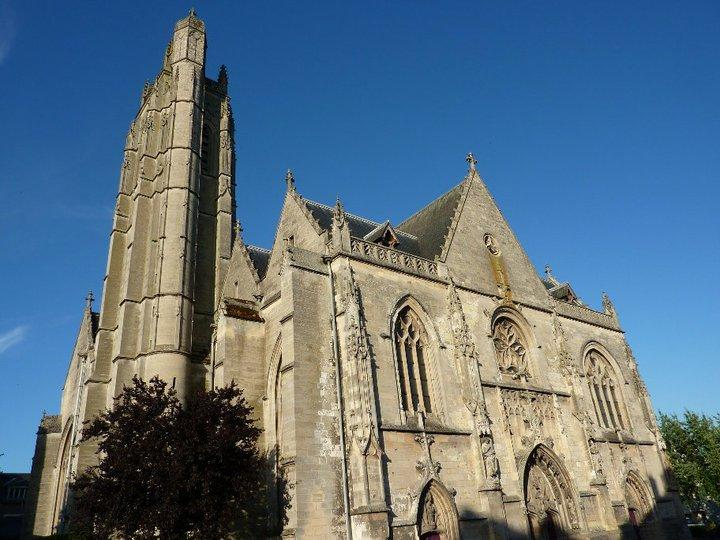

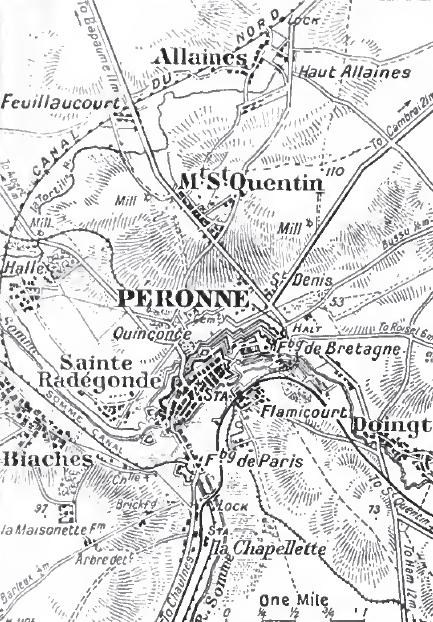
Mont Saint-Quentin, Peronne

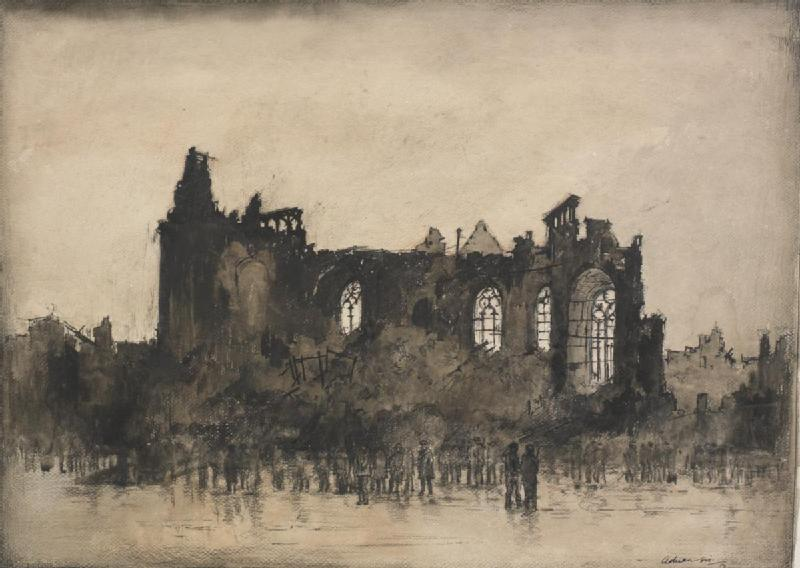

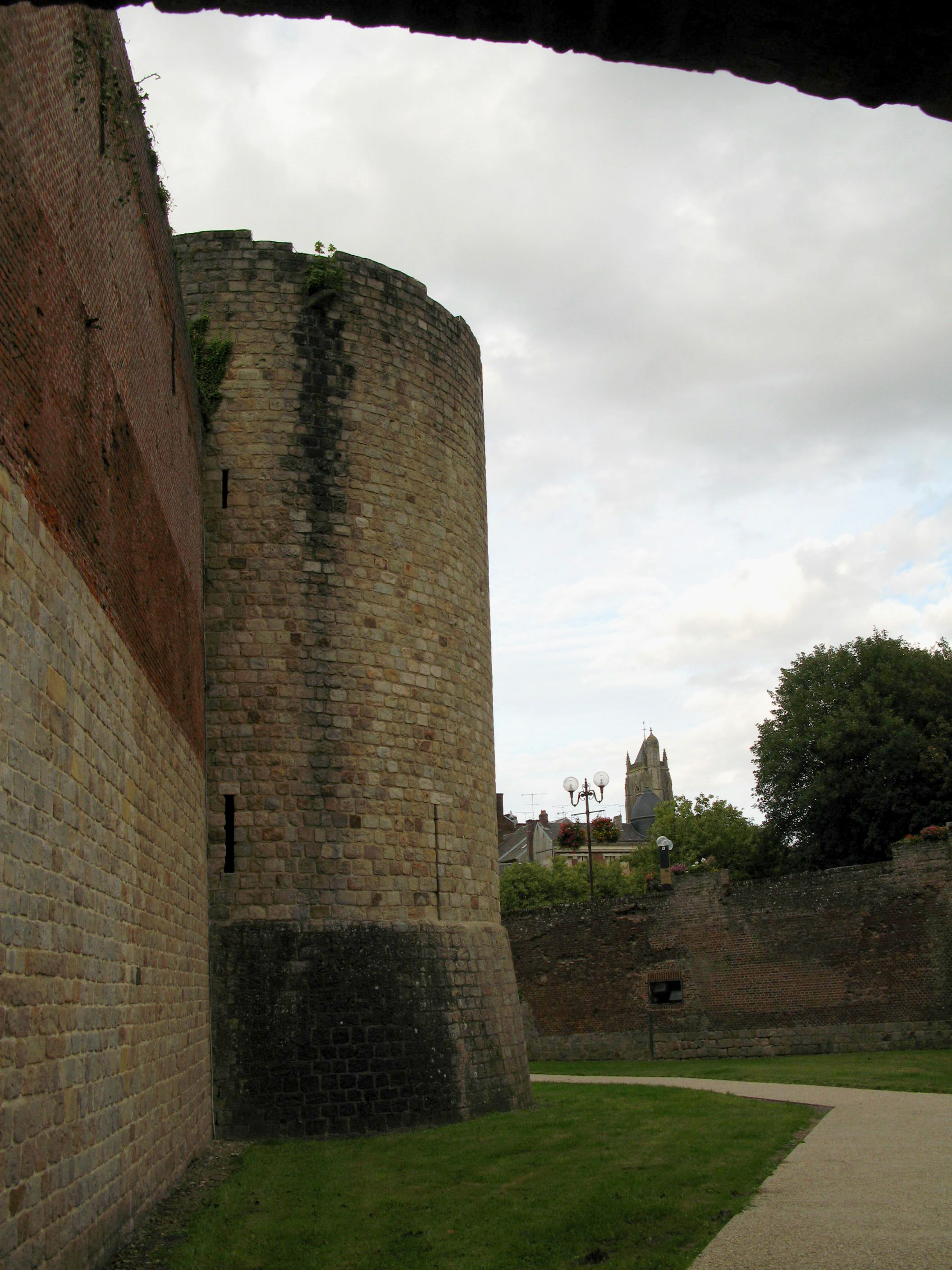
fossat del castell

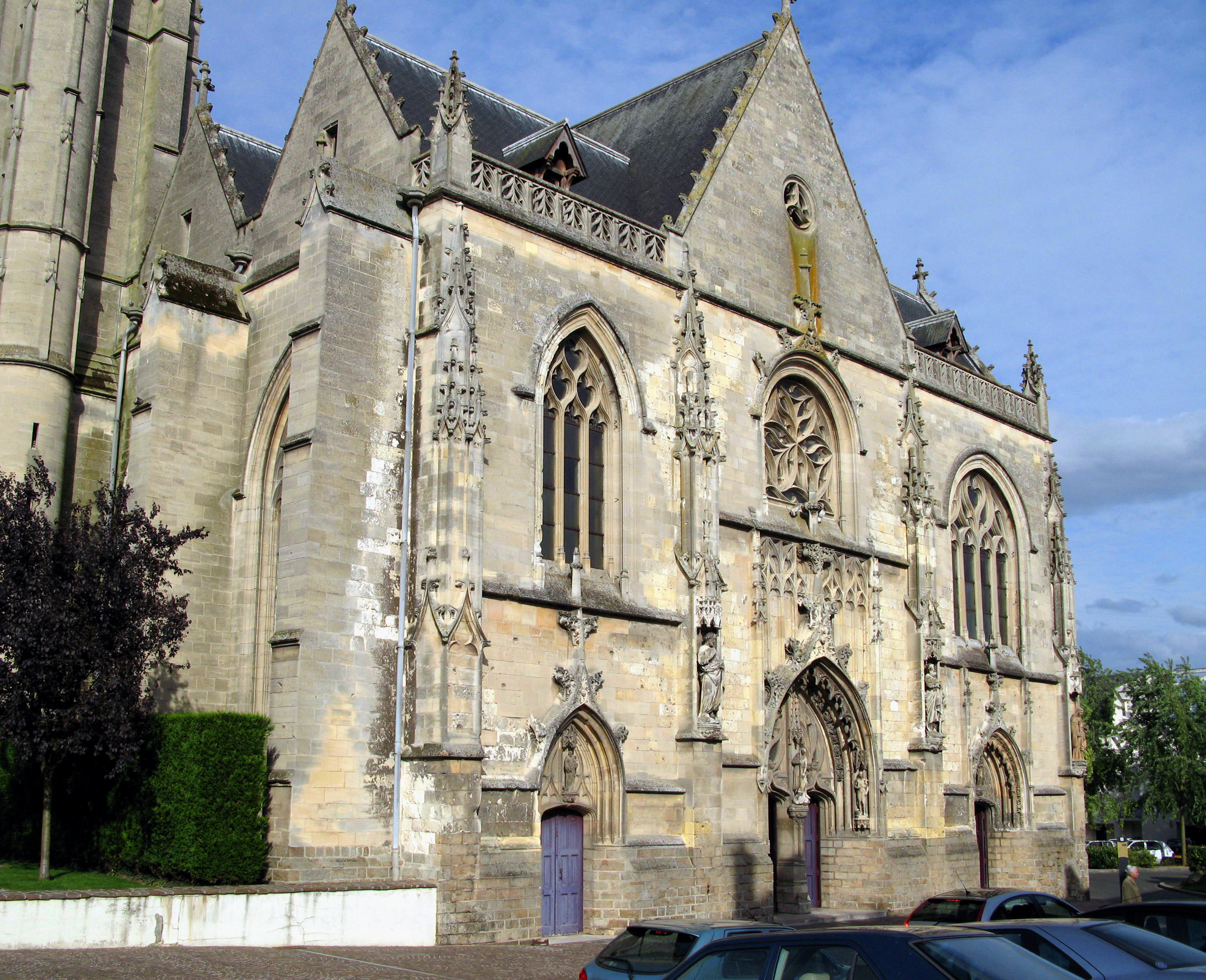
façana església

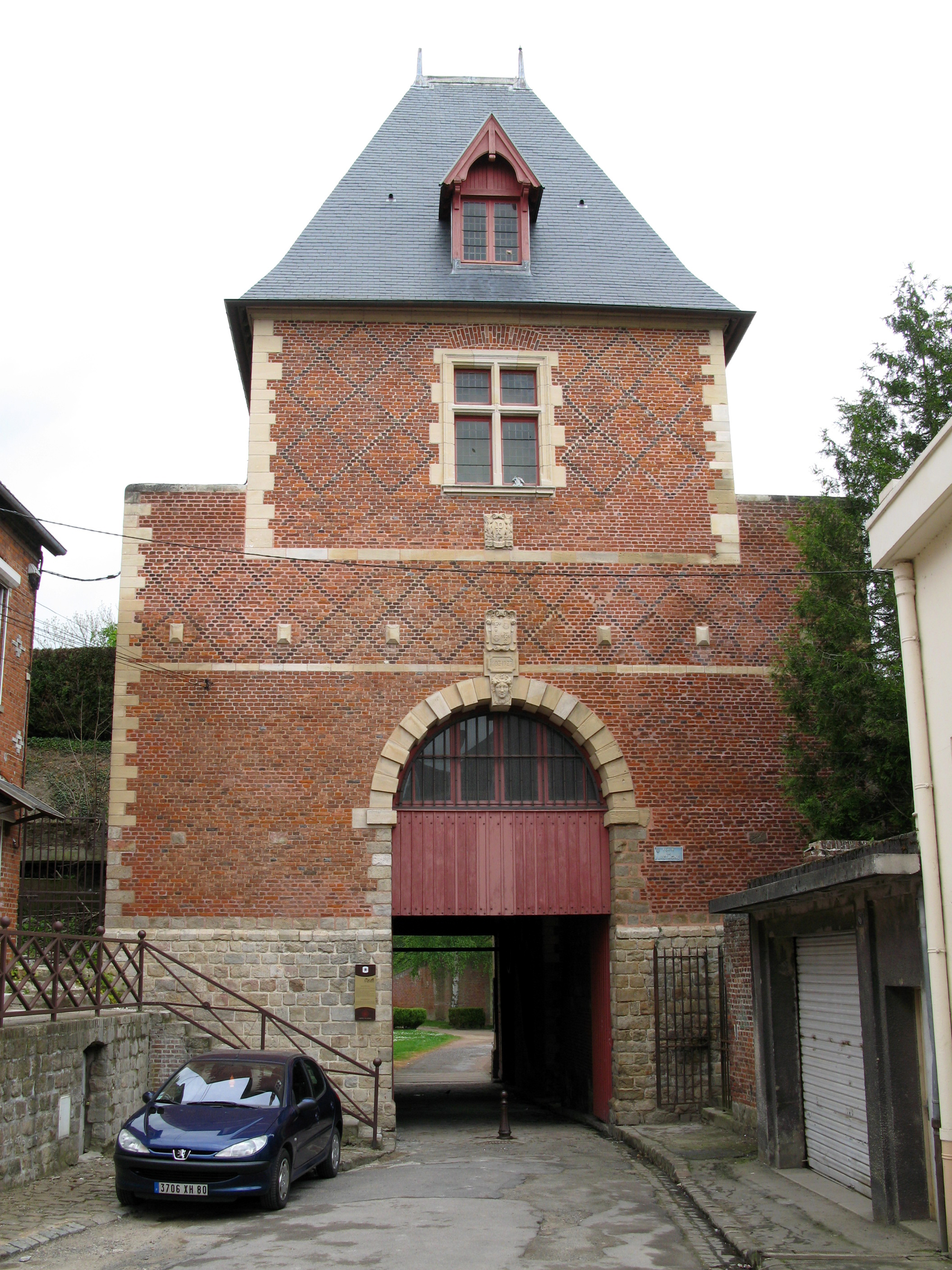

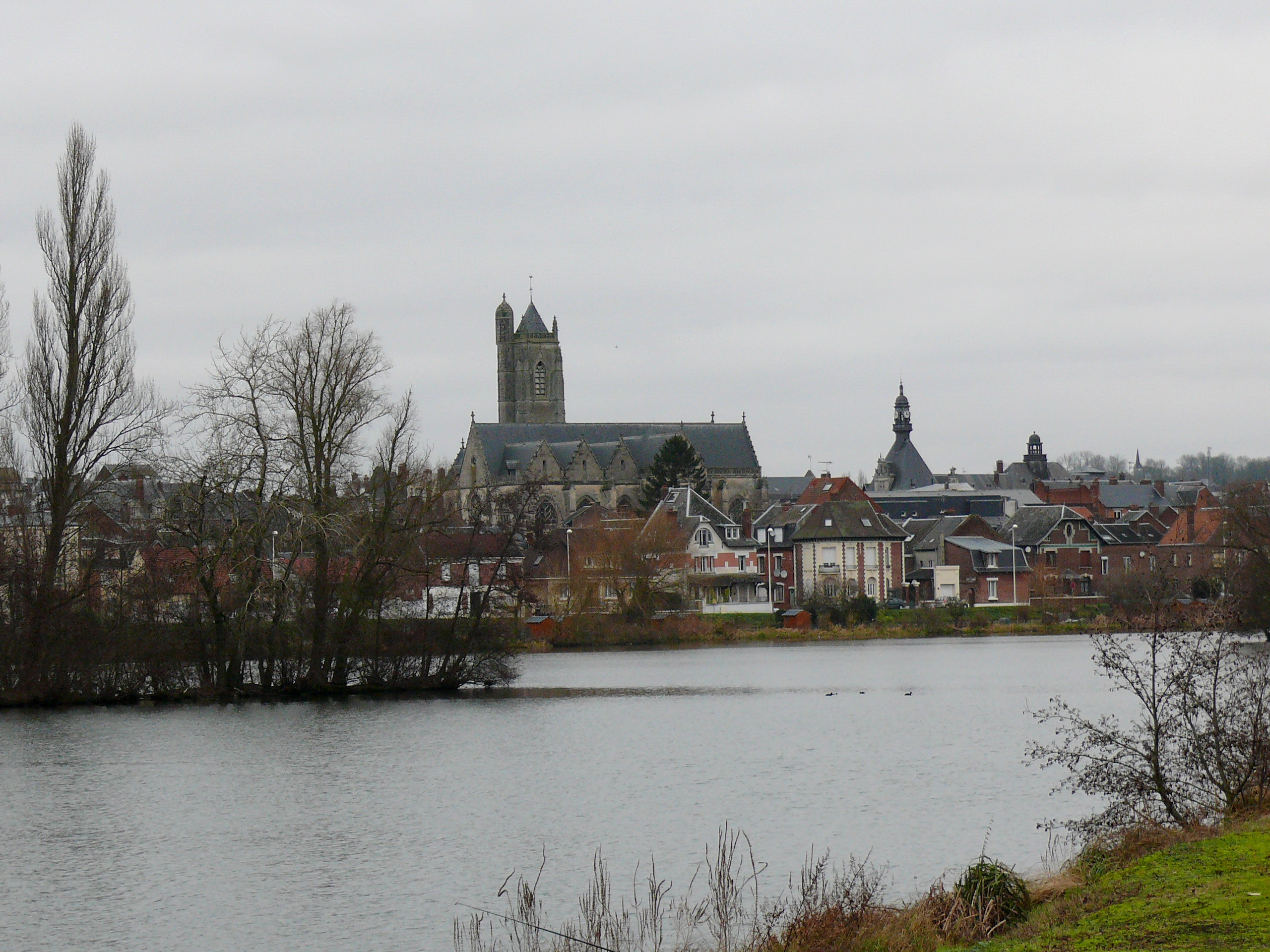

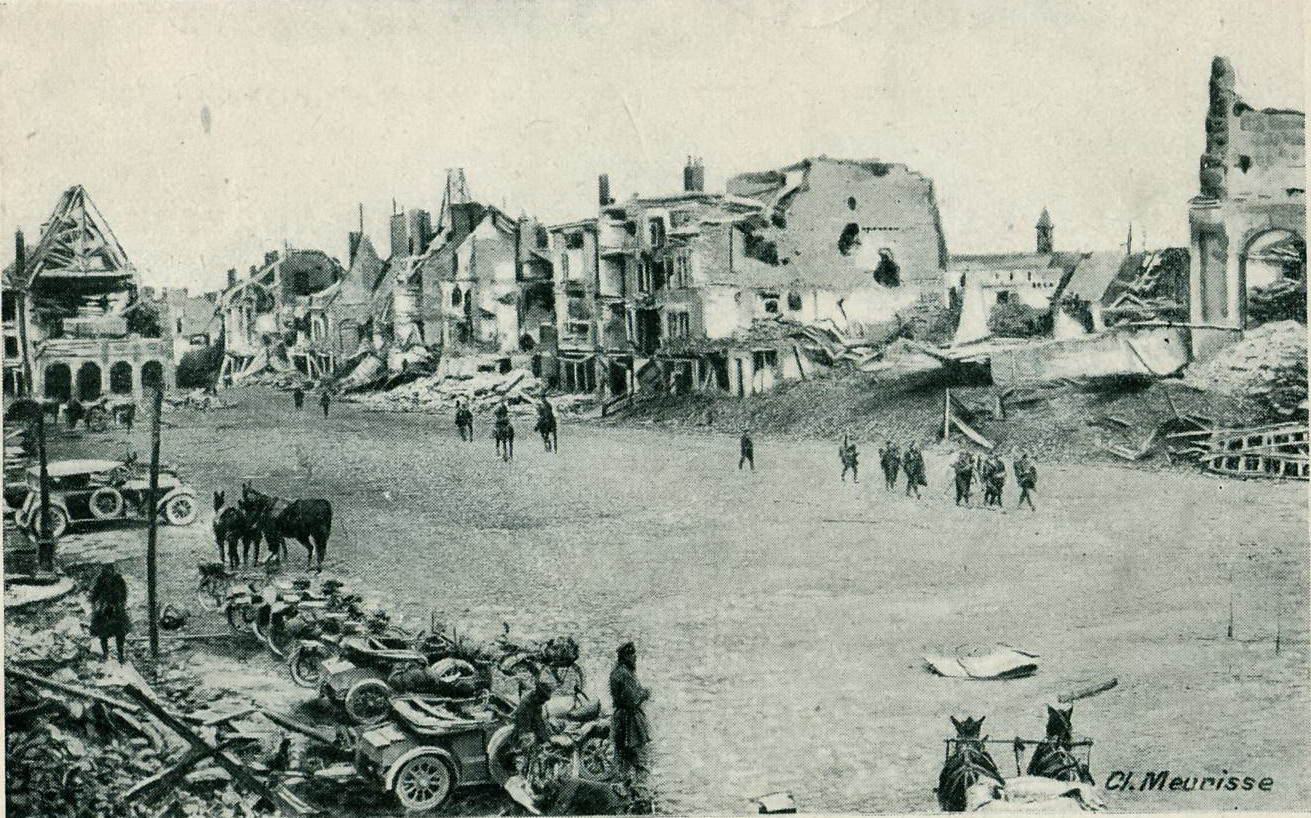